# Рододендрон Фори
Рододе́ндрон Фори́, или Рододе́ндрон ро́зовый (лат. Rhododendron fauriei) — вид растения из рода рододендронов.
Согласно некоторым современным источникам  является синонимом Rhododendron brachycarpum и не имеет права на самостоятельное существование. Употребление видового эпитета «fauriei» вносит путаницу, что запрещено Международным кодексом ботанической номенклатуры.

## Распространение
В пределах Дальнего Востока России встречается на Курилах (Итуруп, Кунашир) и на территории Сихотэ-Алинского заповедника в Приморье.
Растёт на каменистых участках среди смешанных лесов.

## Биологическое описание
Самый крупный на российском Дальнем Востоке вид рододендрона — крупный куст или деревцо до 5 м в высоту. Листья вечнозеленые, в длину от 8 до 20 см при ширине 5—8 см, кожистые, эллиптические, со слегка завёрнутыми краями, сверху блестящие, снизу розоватые.
Цветки крупные, до 4 см в поперечнике. У растений, произрастающих на Курилах, цвет цветков розовый, у растущих на Сихотэ-Алине — белый. Соцветие — зонтиковидная кисть, включающая от 10 до 15 цветков.
Плод — короткоцилиндрическая коробочка длиной до 1,7 см.
Цветёт в июне — июле, плоды созревают в августе — сентябре.
С рододендроном Фори очень сходен рододендрон короткоплодный.

## В культуре
Выдерживает зимние понижения температуры до - 29 °С.